# Palais présidentiel de Vilnius
Le palais présidentiel (lituanien : Prezidentūra), situé dans la vieille ville de Vilnius, est la résidence officielle du président de la Lituanie. Le château remonte au XIVe siècle et au cours de son histoire, il a subi plusieurs reconstructions, encadrés par des architectes comme Laurynas Gucevičius et Vassili Stassov. Le palais est devenu la résidence officielle du président de la Lituanie en 1997.

## Histoire
La construction du palais a eu lieu à la fin du XIVe siècle, sous les auspices du premier évêque de la ville de Vilnius, Andrzej Wasilko. Ensuite, le bâtiment a été progressivement agrandi et rénové. Au cours de la Renaissance, le palais a été rénové, une fois de plus, et les parcs et jardins autour de l'immeuble ont été élargis.
Un certain nombre d'événements dramatiques ont eu lieu au palais au XVIIIe siècle : la Lituanie a été annexée par l'Empire russe, et le bâtiment lui-même a été gravement endommagé par deux incendies majeurs en 1737 et 1748. Le palais a été reconstruit en 1750 sous la supervision de l'architecte Laurynas Gucevičius. Après la reconstruction du palais, il a été utilisé comme résidence officielle pour les empereurs et les visiteurs de haut rang. Le tsar Paul Ier y a habité en 1796. Le palais a servi ensuite de résidence pour les gouverneurs de la Russie impériale, comme le comte Mikhaïl Mouraviov. Il a également été habité par le comte de Provence en exil, le futur roi de France Louis XVIII, en 1804. 
Après l'indépendance de la Lituanie en 1918, le palais abrite le ministère des Affaires étrangères et l'agence de presse ELTA. Il a été restauré dans les années 1930 par Stefan Narębski. Après la Seconde Guerre mondiale, le palais a abrité le Cercle des officiers de la république socialiste soviétique de Lituanie. 
Plus tard, il a abrité plusieurs artistes lituaniens. Le palais a été progressivement réaménagé comme résidence présidentielle, et depuis 1997 il sert de résidence officielle au président de la Lituanie. 
Un drapeau affichant les armoiries du président est hissé lorsque le président est présent dans le palais ou dans la ville.

## Galerie d'images

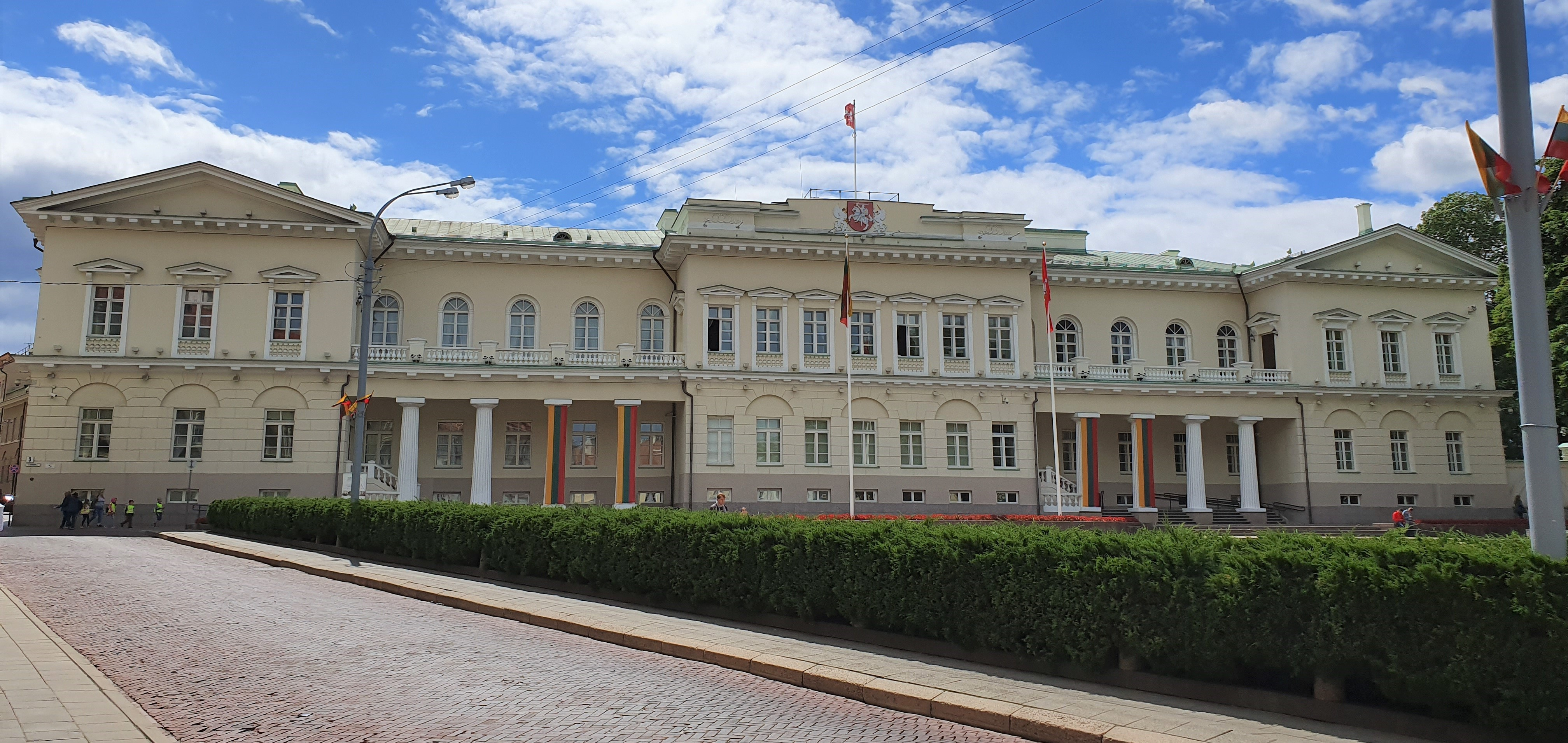
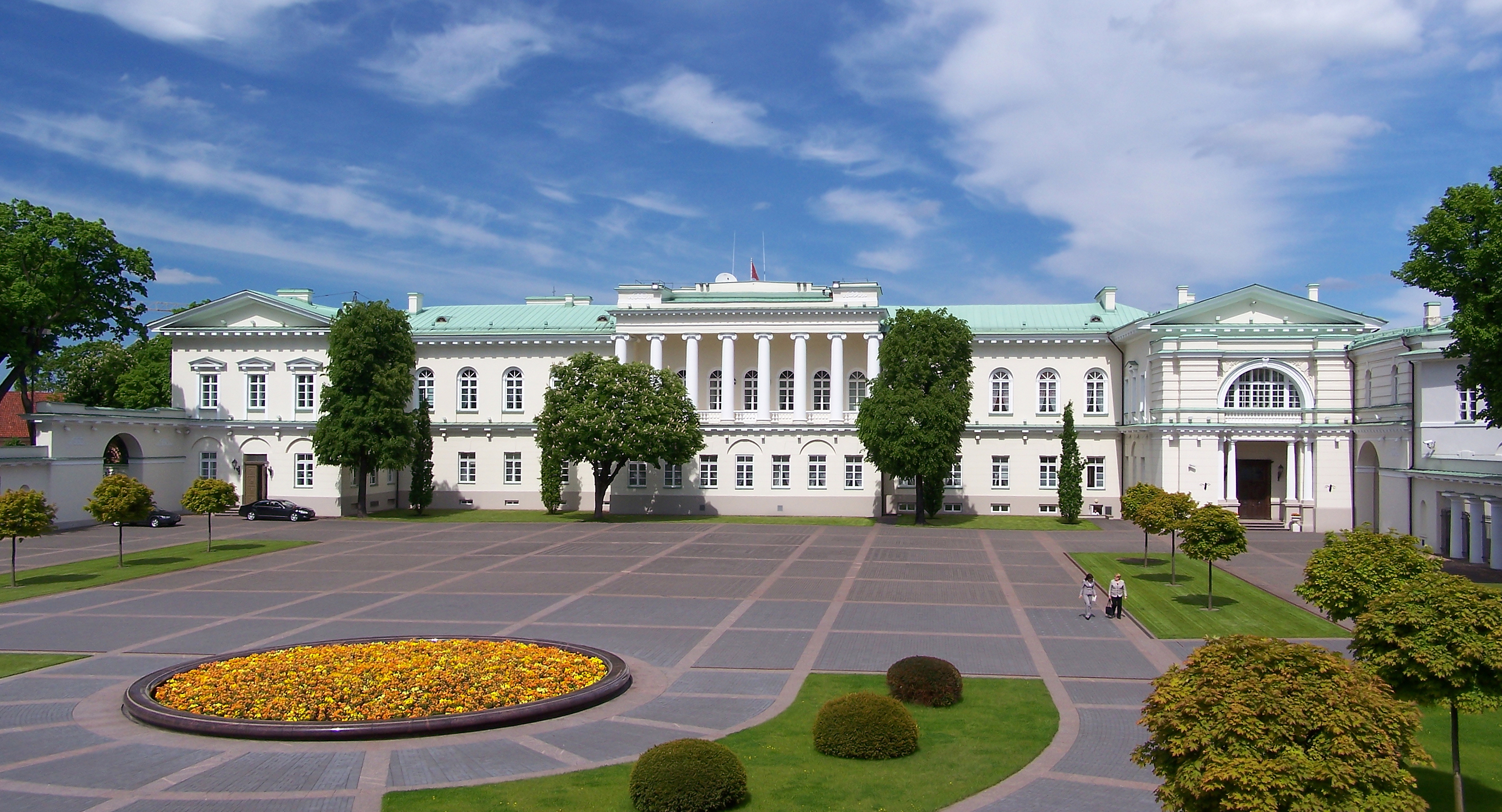
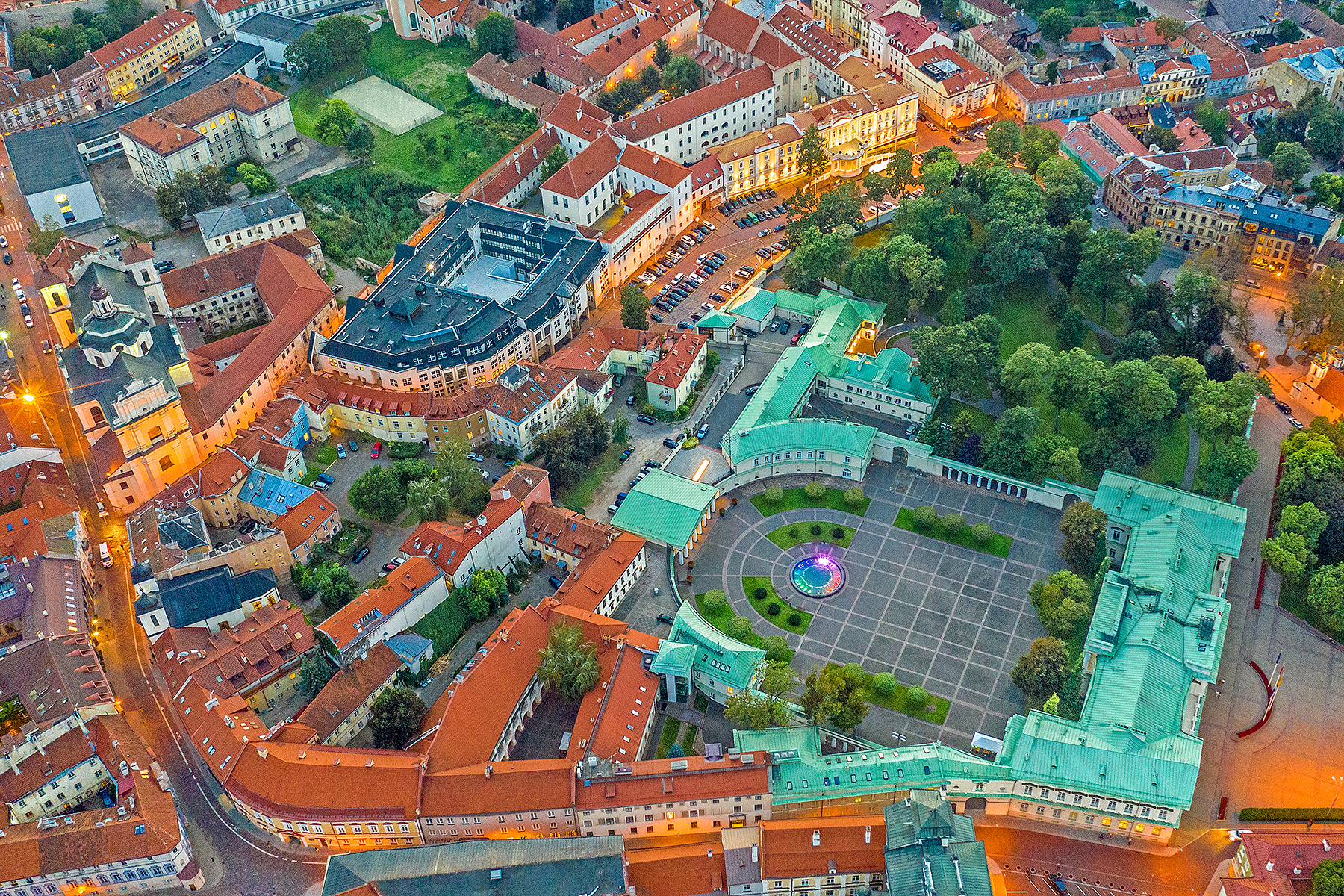